# Grand Muveran
Pour les articles homonymes, voir Muveran.
Le Grand Muveran est un sommet suisse qui culmine à 3 051 mètres et se trouve sur la frontière entre le canton de Vaud et le canton du Valais. Il fait partie de la chaîne située dans les Alpes bernoises et qui s'étend des dents de Morcles au massif des Diablerets en passant par le vallon de Nant. Il s'agit du troisième plus haut sommet du canton de Vaud après Les Diablerets et l'Oldenhorn.

## Toponymie
La première interprétation du mot « Muveran », par George Bridel, donne une origine celtique avec le mot « muva », soit le lieu où sont gardées les vaches. Les premières cartes topographiques du XVIIIe siècle appellent cependant la montagne « mont de la Vare », du pâturage se situant à son pied. Le nom aurait ainsi évolué en « mont Varan », dont la déformation phonétique aurait donné « Muveran ».

## Géographie

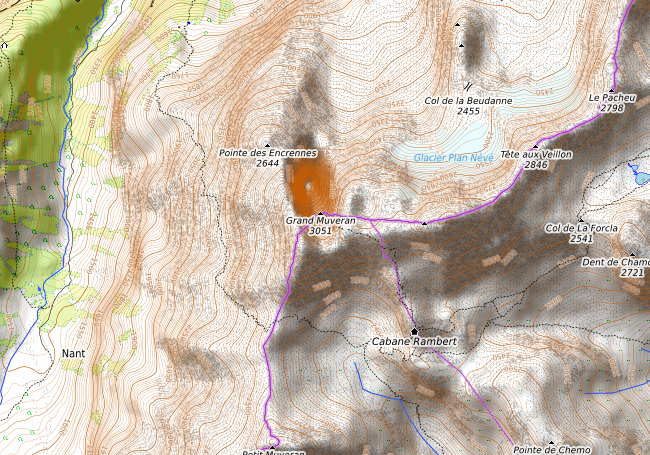
Carte topographique du Grand Muveran.

Le Petit Muveran se trouve un peu plus au sud-ouest et culmine à 2 810 mètres. Les deux sommets sont facilement reconnaissables depuis le nord, le Grand Muveran formant une paroi large et massive et le Petit Muveran ressemblant à une petite dent. Ils sont visibles de loin, du Chablais à la région de Lausanne. Côté valaisan, le Grand Muveran domine la station d'Ovronnaz et peut être aperçu depuis la plaine à la hauteur de Riddes.

## Culture

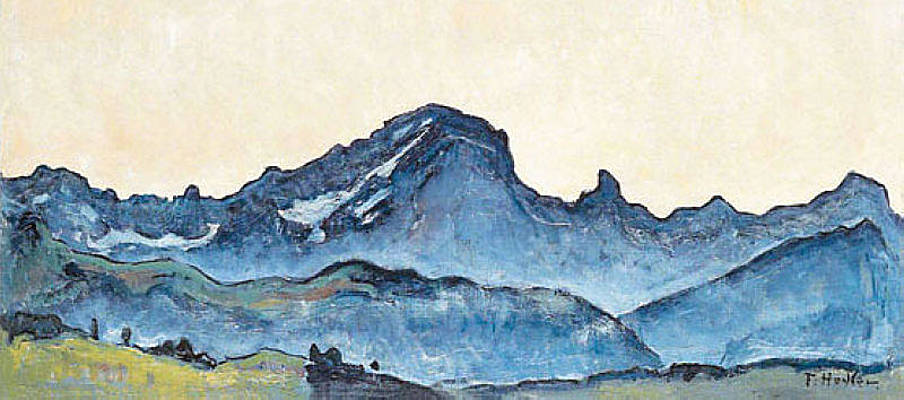
Grand Muveran par Ferdinand Hodler (1912).

Le Grand Muveran a été le sujet d'une peinture du même nom de Ferdinand Hodler datant de 1912 et vendue pour un peu plus d'un million et demi de francs suisses en 2003.